# Armatambo
Armatambo es un yacimiento arqueológico prehispánico situado al margen izquierdo del valle inferior del río Rímac, a los pies del Morro Solar, colindante al océano Pacífico, en Lima, Perú. Cumplió el papel de asentamiento urbano en tiempos de los ichmas (900–1460) y, luego de ser ocupada por los incas (1460–1532 d. C.) llegó a ser un gran centro administrativo y tambo en la ruta que conduce al santuario de Pachacámac, ubicado al sureste. La huaca Cruz de Armatambo, como también se llama, fue descubierta en los años 80.[cita requerida]
Hoy en día está rodeado de asentamientos humanos que cubren su superficie un 95% de su totalidad. Las estructuras de antaño y únicamente se mantienen algunas huacas como San Pedro, Marcavilca, La Lechuza y Cruz de Armatambo sin embargo en pobres condiciones.

## Etimología
En sus inicios los cronistas lo llamaban Surco y al mismo tiempo Armatambo. Estos dos nombres hacían referencia a las funciones que tenía el complejo. Primero el nombre Surco en referencia a que fue capital del curacazgo que poseía el mismo nombre durante el Intermedio Tardío y Armatambo a que cumplía el papel de tambo, nombre quechua que significa lugar de descanso. Este pues se ubicaba en medio del camino de la ruta a Pachacámac durante la época Inca.

## Descripción
Este complejo arqueológico se sitúa en las faldas del Morro Solar, cerca del océano Pacífico, en Lima, Perú, específicamente en el cruce de la avenida Julio Calero y la calle Julio C. Tello en el distrito de Chorrillos. Presenta cercos que permiten proteger y conservar en buen estado la huaca, de esa forma se evita su pronto deterioro, estos cercos dependen de la altura del relieve de la huaca, en la zona más elevada está un muro de concreto y en la otra zona son rejas. En las rejas que protegen la huaca, la municipalidad de Chorrillos, colocó un cartel donde se indica no ensuciar las calles y desechar la basura en los contenedores, de no cumplir con esa norma habrá una multa de s/ 860. Los integrantes del Comité del Santo Madero 2021-2022, vecinos, vecinas y voluntarios invitó a los ciudadanos a sumarse a la jornada de limpieza en la Huaca Cruz de Armatambo dada en el 2021.
Los edificios principales son piramidales e incluso cuenta con una rampa. Asimismo hay extensas plataformas, muchos depósitos y estructuras variadas. Están hechos de tapiales (que eran muros que se construían usando una técnica que empleaba tierra arcillosa húmeda compactada a golpes mediante un pisón, empleando para conformarla un encofrado de madera) o adobones, según el estilo ichma, y de adobes paralelepípedos o rectangulares, según el estilo Inca; ambas formas se complementan. Según una hipótesis esta innovación de emplear adobes rectangulares incaicos se realizó debido a la forma y desarrollo urbano del imperio inca, facilitando la construcción de variadas edificaciones, con muros delgados y menos concentrados. Asimismo usar tapiales no podría ayudar a construir en espacios angostos y diversificados con poco empeño y traslado de materia prima.
Actualmente la huaca cuenta con padrino, se designó al alcalde de ese periodo de la Municipalidad de Chorrillos, quien es el ingeniero Augusto Miyashiro. También tiene una placa donde están los nombres de los integrantes de la comisión de 1999-2000. Este hecho se realizó el 4 de junio del año 2000. Además, se colocó una cruz (Santo Madero), como representante de la huaca, dándole así su nombre actual.

## Cronología
- Intermedio Tardío (900-1460 d. C.). Curacazgo de Sulco. Cultura Ichma
- Horizonte Tardío (1460-1532 d. C.). Ocupación de los incas

## Culturas
Las culturas que habitaron la huaca fueron dos, los ichmas y los incas, estos primeros la consideraban uno de los grandes asentamientos urbanos que les pertenecían entre los años 900 y 1460 d. C. La ocupación Inca se dio entre 1460 y 1532 d. C., lo utilizaban como centro administrativo. Durante el imperio Inca, Armatambo fue una sede de donde podían gobernar, con aproximadamente 10,000 tributarios.
Cumplió una función de gran importancia como centro de administración y como tambo en el camino costero, el cual llegaba hasta el santuario ubicado en Pachacamac.

## Estructura
La estructura evidencia edificios mayores  que son de forma piramidal y otros tienen rampa. De igual forma, se pudieron hallar extensas plataformas, variados depósitos y demás estructuras con distintas características. Estos fueron construidos con base en adobones, según el estilo ichma, y de adobes paralelepípedos o rectangulares, según el estilo Inca; ambas formas se complementan. Los conjuntos estaban amurallados y separados a su vez por estrechos callejones a manera de calles. Algunos edificios tenían las paredes enlucidas con una capa de barro y decoradas con murales de colores, los cuales no han sobrevivido. En otros muros se notan relieves.

## Abandono y devastación
Ya en época republicana las primeras excavaciones arqueológicas se dieron a fines del siglo XIX por Adolph Bandelier y una parte de los resultados de las investigaciones publicadas por John Hyslop y Elías Mujica en la revista La gaceta arqueológica andina .Es gracias a esta publicación que se sabe que el sitio se encontraba en mal estado cuando arribó Bandelier, según él debido a terremotos y saqueos de la época colonial. Asimismo Bandelier realizó los primeros planos de Armatambo a quien describe como asentamientos pequeños ubicados al extremo este, un conjunto grande emplazado hacia Chorrillos, el cementerio y un grupo más pequeño de asentamientos dispuesto hacia la cumbre del Morro Solar. Asimismo postuló que la población del lugar debió ser entre los 4500 a 6000 habitantes.
La estructura evidencia edificios mayores que son de forma piramidal y otros tienen rampa. De igual forma, se pudieron hallar extensas plataformas, variados depósitos y demás estructuras con distintas características. Estos fueron construidos con base en adobones, según el estilo ichma, y de adobes paralelepípedos o rectangulares, según el estilo Inca, ambas formas se complementan. Los conjuntos estaban amurallados y separados a su vez por estrechos callejones a manera de calles. Algunos edificios tenían las paredes enlucidas con una capa de barro y decoradas con murales de colores, los cuales no han sobrevivido. En otros muros se notan relieves. Desde la década de los 20, la zona de Armatambo comenzó a urbanizarse, primero con las haciendas y luego con casas formando pueblos jóvenes (actualmente zonas residenciales) en las laderas del cerro principal del Morro Solar, hasta que en 1959 comienzan las invasiones "ilegales", que luego algunas pocas serían formalizadas como asentamientos humanos.
Hoy en día se encuentra en estado de abandono en medio de una zona residencial, a pesar de los esfuerzos del Ministerio de Cultura para reconocer su existencia como patrimonio cultural del Perú. Es así que ha sido cuna de diversos asentamientos humanos durante los últimos años. En el 2016 se dio un intento fallido que consistía en rescatar las huacas que conforman el complejo arqueológico. Esto tuvo como consecuencia un acumulado de basura en algunas zonas de las huacas.
En 2021 el Ministerio de Cultura realizó un operativo de recuperación del área invadida en el Morro Solar. De esta forma se quitaron 50 casas precarias puestas de forma ilegal en la sección poligonal intocable. Estas viviendas ocupaban un espacio de 3700 m2. Se verificó que los ocupantes quitaron las secciones inclinados del suelo y la nivelación de superficies para posibilitar la construcción de terrazas de piedra y senderos. Esta intervención estuvo amparada en el Decreto Legislativo N° 1467 que asegura acciones y pone medidas singulares con el fin de preservar el patrimonio nacional durante la pandemia que sufrió el planeta.
Eso sería todo por la Huaca Cruz de Armatambo.

## Contaminación actual
Hoy en día en Armatambo ocurren actos de contaminación de parte de mendigos o locos que contaminan el área como por ejemplo cuando hacen sus necesidades en el perímetro o dentro del sitio y entran al recinto con cartones para cubrirse del frío. Asimismo no se debe olvidar que el 74% de la zona que aún no esta invadida y que está cercada tampoco está en óptimas condiciones pues los pandilleros pernoctan en su interior en las noches. Además se sabe que está presente la contaminación al suelo por presencia de residuos sólidos producto de actividades como la actividad residencial y la actividad pecuaria existente en la zona, pues colinda con el mar.